# Yngern
Yngern är en sjö i Gnesta kommun, Nykvarns kommun och Södertälje kommun i Södermanland som ingår i Norrströms huvudavrinningsområde. Sjön är 27,7 meter djup, har en yta på 14 kvadratkilometer och befinner sig 38,1 meter över havet. Sjön avvattnas via Turingeån till Mälaren. I sjön finns det många öar, och den största av dem heter Yngsön. Vid södra delen av Yngern ligger kursgården Bommersvik samt badplatsen Lövnäsbadet. Vid provfiske har en stor mängd fiskarter fångats, bland annat abborre, björkna, braxen och gers.
Den ligger söder och öster om Nykvarn och är kommunens största sjö med 14 km². En vik av Yngern sträcker sig in i Södermanlands län.

## Namnets ursprung
I likhet med det näraliggande Yngaren går namnet att härleda till den indoeuropeiska stammen "engh-" med betydelsen "trång", "smal" (jfr tyskans "eng"). 

## Delavrinningsområde
Yngern ingår i delavrinningsområde (656141-159088) som SMHI kallar för Utloppet av Yngern. Medelhöjden är 50 meter över havet och ytan är 59,47 kvadratkilometer. Det finns inga avrinningsområden uppströms utan avrinningsområdet är högsta punkten. Turingeån som avvattnar avrinningsområdet har biflödesordning 3, vilket innebär att vattnet flödar genom totalt 3 vattendrag innan det når havet efter 80 kilometer. Avrinningsområdet består mestadels av skog (67 procent). Avrinningsområdet har 15,27 kvadratkilometer vattenytor vilket ger det en sjöprocent på 25,7 procent.

## Fisk
Vid provfiske har följande fisk fångats i sjön:
- Abborre
- Björkna
- Braxen
- Gärs
- Gädda
- Löja
- Mört
- Nissöga
- Nors
- Sarv
- Sutare